# Giulio Campili
Giulio Campili (Orvieto, 5 marzo 1863 – Firenze, 22 aprile 1960) è stato un magistrato e politico italiano.
In magistratura dal 1886, è stato sostituto procuratore a Termini Imerese e Sarzana, procuratore generale a Roma, primo presidente della Corte d'appello di Ancona e procuratore generale presso la Corte d'appello di Firenze.